# The 414s
I 414s furono un gruppo di hacker statunitensi che, nel 1982 e 1983, penetrarono in diversi sistemi informatici negli Stati Uniti e in Canada, inclusi quelli del Los Alamos National Laboratory, dello Sloan-Kettering Cancer Center e della Security Pacific Bank. Sono ricordati come uno dei primi gruppi di cracker informatici ad aver suscitato l'attenzione dei media.

## Storia
Il gruppo dei 414s era composto da sei teenager dell'età compresa tra i 16 e i 22 anni. Il nome del gruppo faceva riferimento al prefisso telefonico di Milwaukee, città dalla quale provenivano i suoi membri. 
Quando, nel 1983, l'FBI riuscì ad identificarli, i giovani hacker furono accusati di 60 irruzioni illegali in sistemi informatici, condotti tramite personal computer e modem. Tutti i sistemi penetrati usavano i sistemi operativi VMS e RTSE/E della Digital Equipment Corporation. In molti casi i sistemi erano penetrati attraverso password indovinate, poiché molto semplici, o attraverso menu di aiuto dei sistemi stessi. Sebbene molte di queste incursioni fossero innocue e, secondo i perpetratori, motivate dalla sola curiosità e volontà di esplorare, i 414s causarono danni economici in almeno un'occasione: la distruzione di dati dai server dello Sloan Kettering Center, il 3 giugno 1983. L'intrusione nel sistema del Los Alamos Laboratory e della Security Pacific Bank causò maggiori preoccupazioni, poiché il primo gestiva armi nucleari e la seconda dimostrava la vulnerabilità del sistema bancario ai furti informatici.
Data la loro giovane età e il fatto che il cracking era fenomeno ancora poco conosciuto e scarsamente regolamentato, i 414s ricevettero condanne lievi: solo due membri furono condannati (per reati telefonici) al pagamento di una multa. Questo ed altri hacks nella prima metà degli anni ottanta ispirarono però la prima legislazione statunitense sui reati informatici. Neal Patrick, uno dei 414s, allora appena diciassettenne, fu convocato dalla Camera dei rappresentanti degli Stati Uniti come esperto, in un'udienza preparatoria alle nuove leggi.

## Nei media
Neal Patrick apparve sulla copertina di Newsweek nel settembre 1983, sotto il titolo scherzoso "Computer Capers" ("marachelle col computer"). L'articolo di Newsweek è spesso indicato come la prima volta in cui il termine "hacker" apparve sui media mainstream. Patrick era in esso descritto in termini simpatetici, come "giovane, maschio, intelligente, altamente motivato ed energetico". Nell'intervista Patrick affermava che i 414s, come tanti hacker della loro generazione, erano stati influenzati dal film di fantascienza Wargames del 1983.
Un breve documentario intitolato The 414s: The Original Teenage Hackers, diretto da Michael T. Vollman, venne presentato al Sundance Film Festival del 2015 e fu distribuito dalla CNN. In esso si trovano interviste ai membri del gruppo dei 414s e riflessioni sulla reazione dei media alle loro imprese. 
La serie televisiva di AMC Halt and Catch Fire mostra nel settimo episodio della prima stagione la copertina di Newsweek dove appare Neal Patrick. L'episodio successivo si intitola The 214s, un chiaro riferimento ai 414s.